# Église Saint-Constantin-et-Sainte-Hélène (Plovdiv)
L'église Saint-Constantin-et-Sainte-Hélène de Plovdiv est une église  de style russo-byzantin située au cœur de la ville de Plovdiv située en Bulgarie. 
L' église porte les noms de l' empereur Constantin et de sa mère Hélène.

## En images

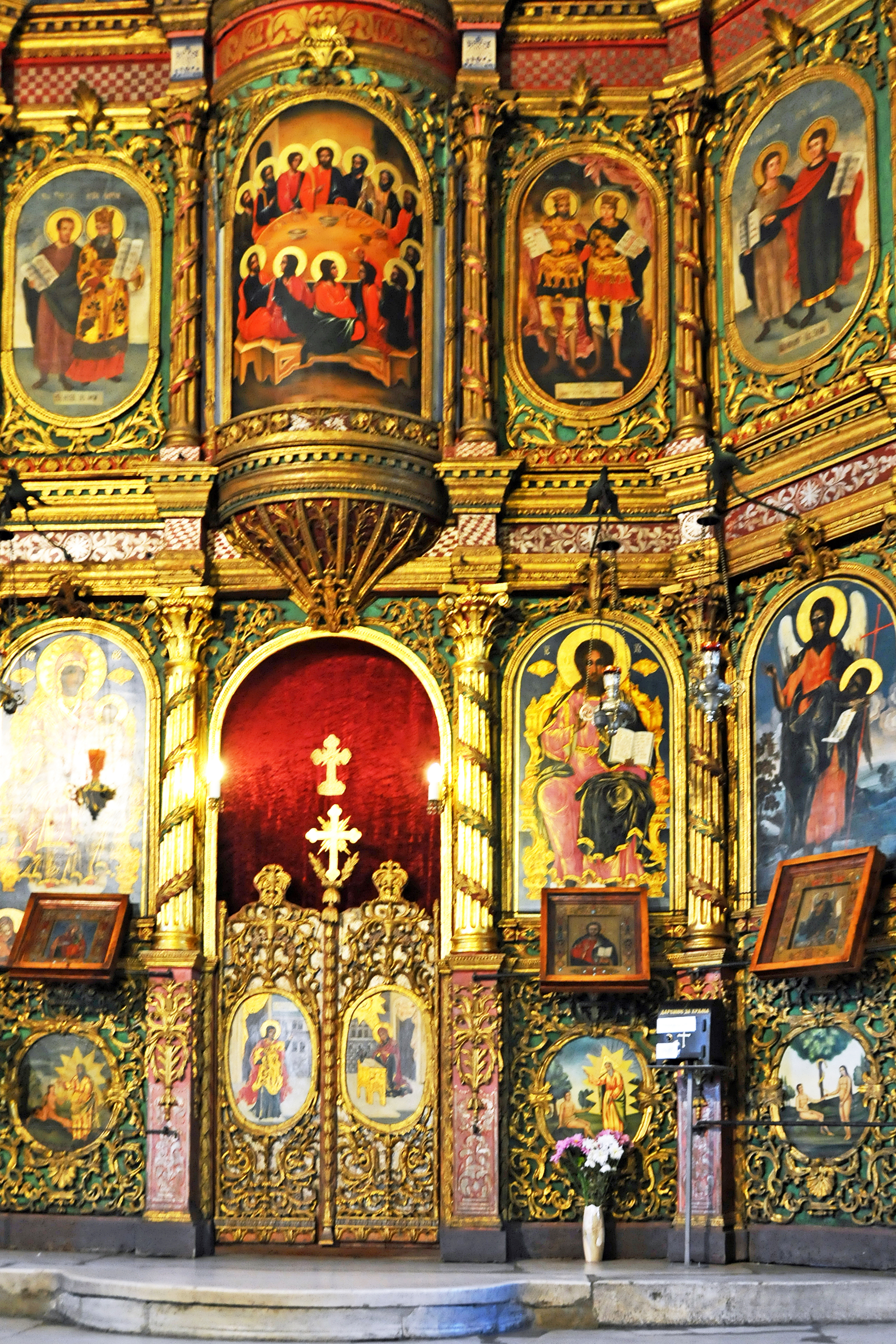
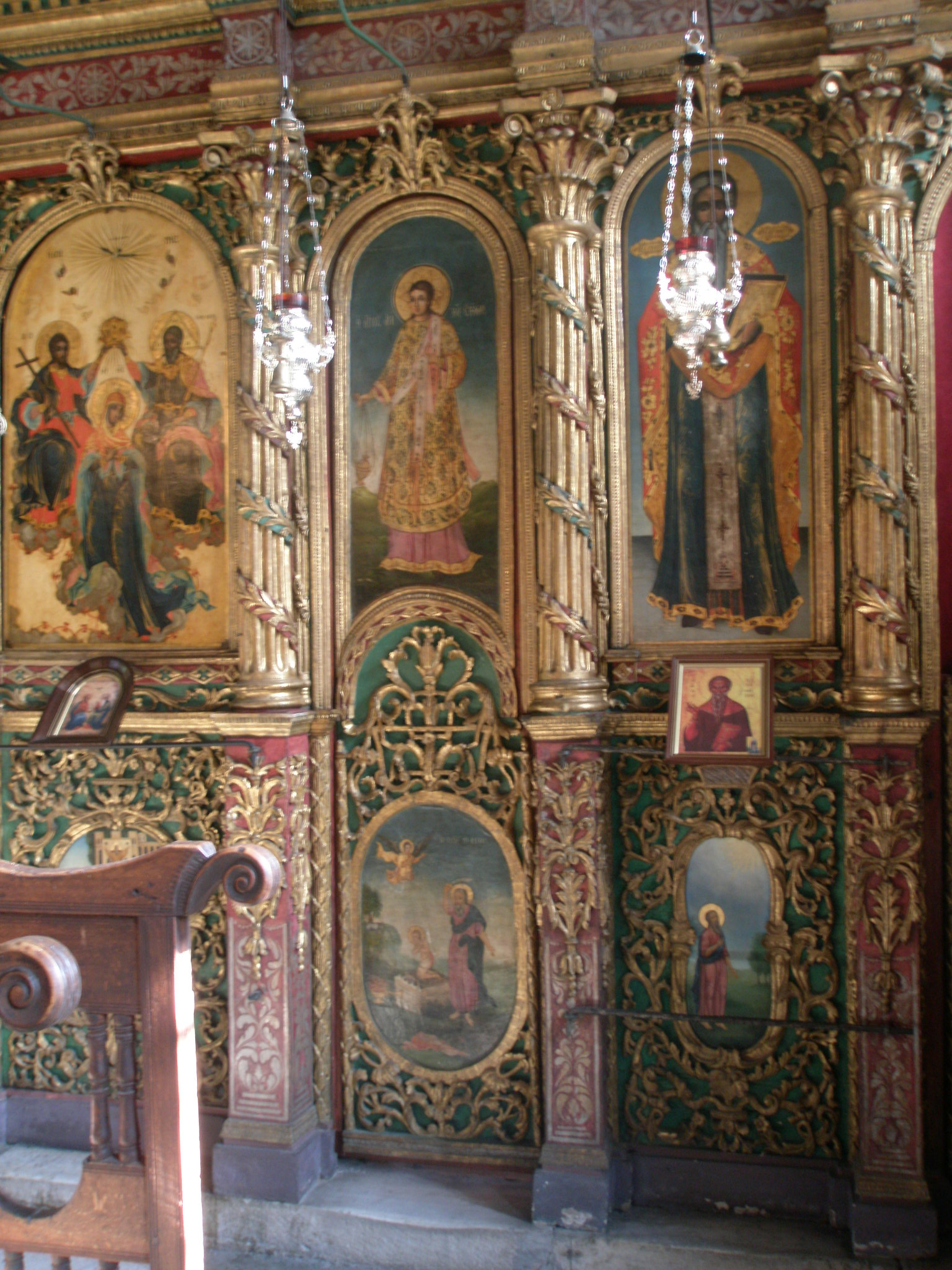
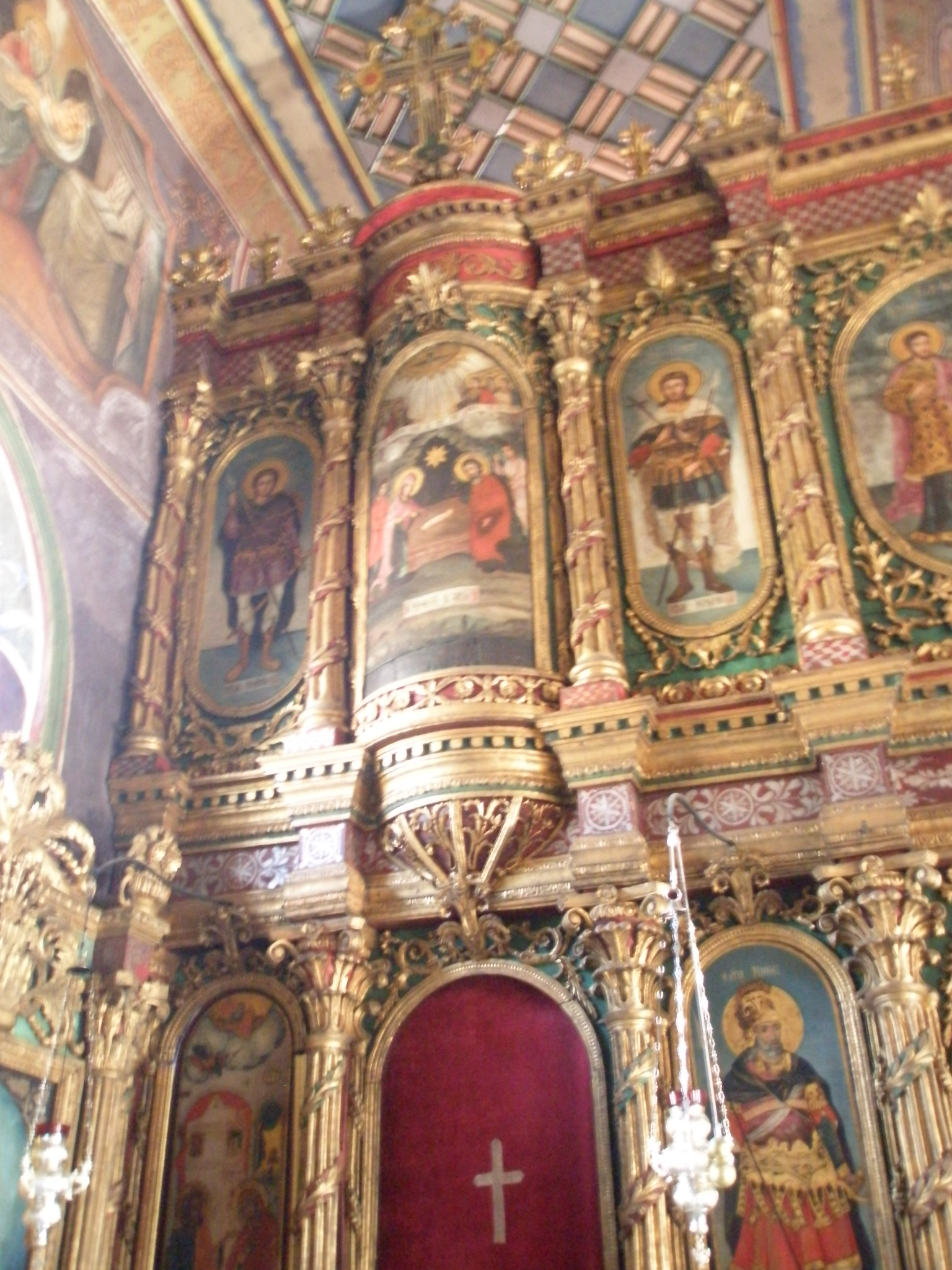
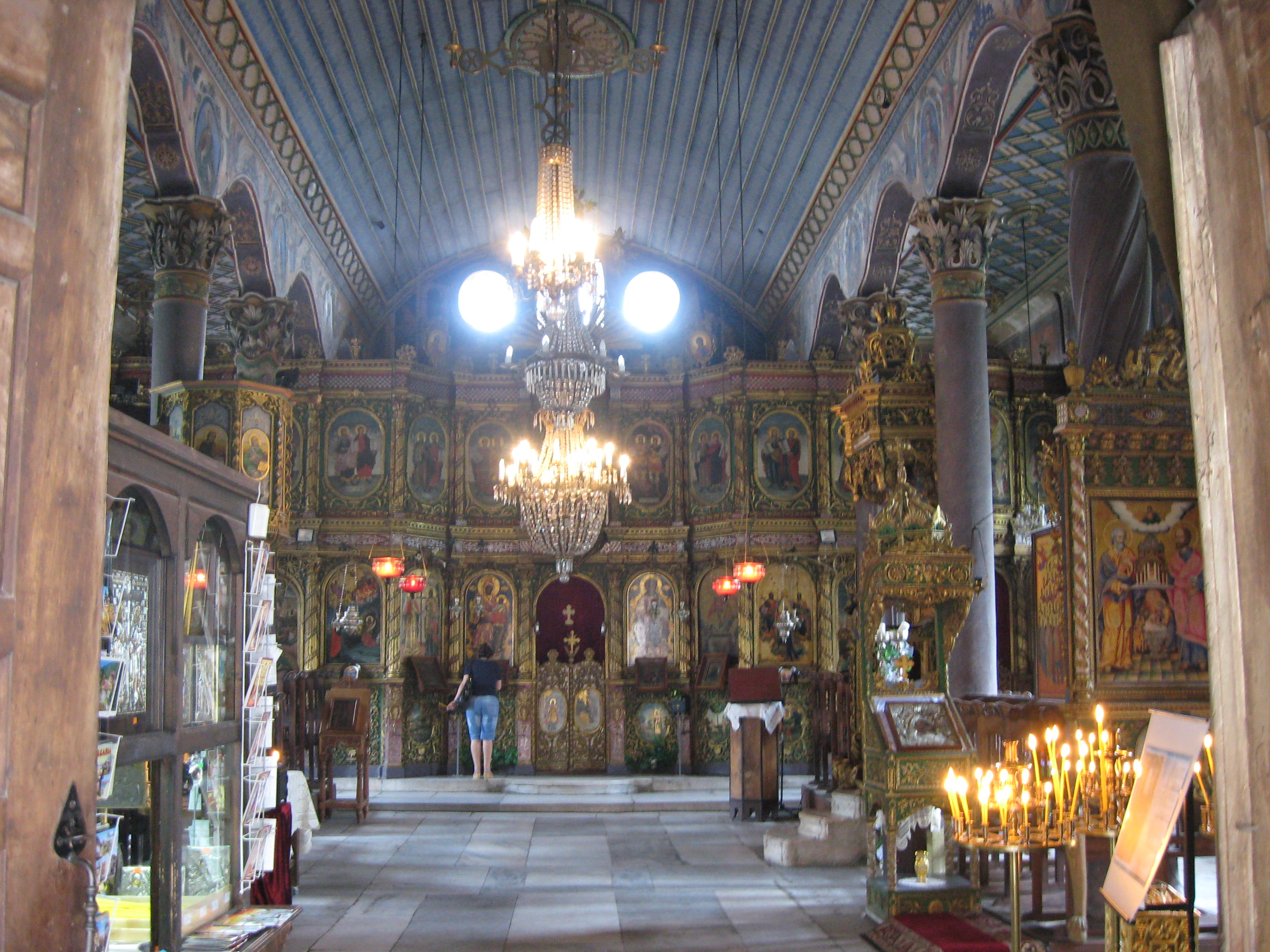
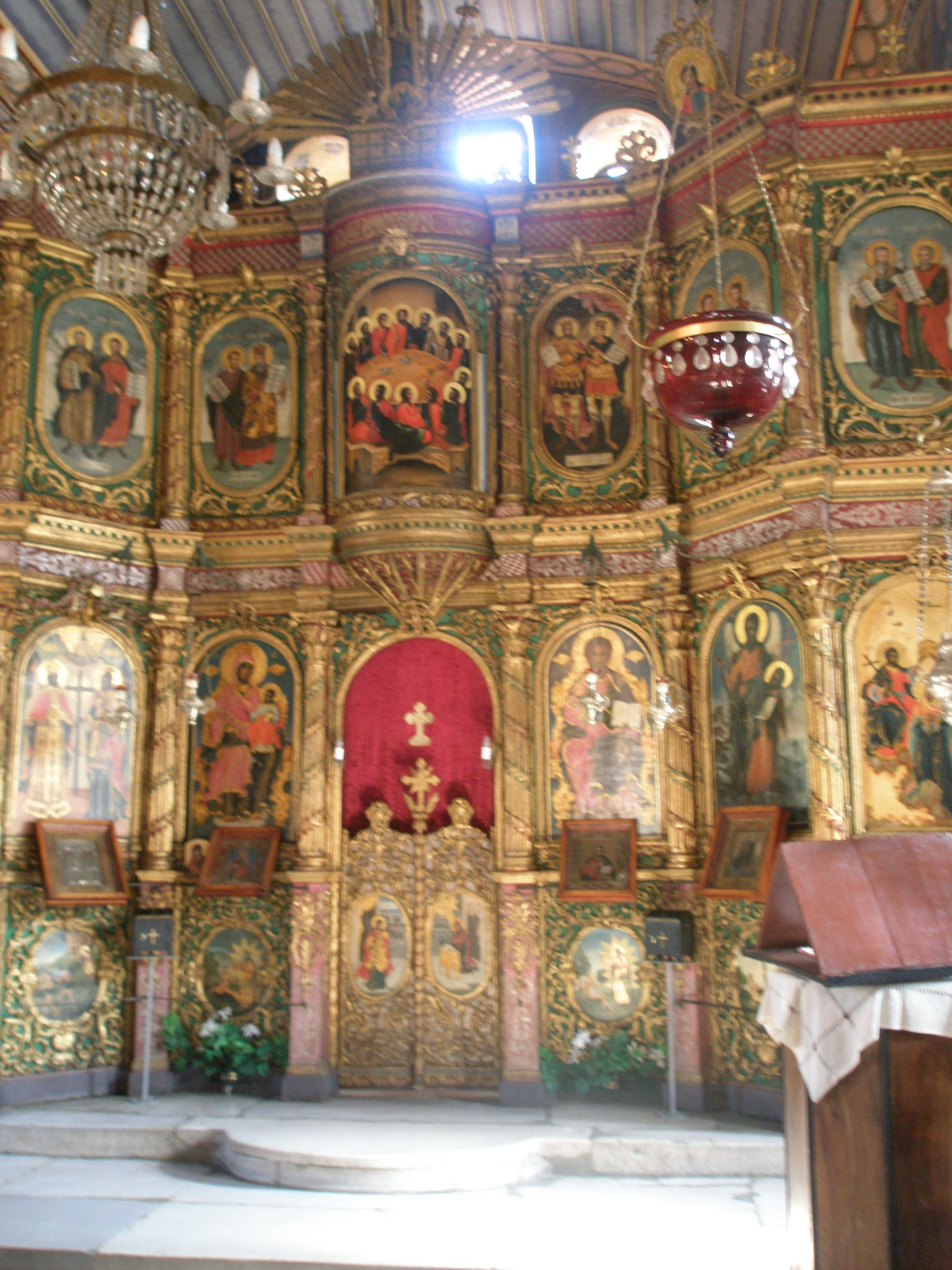